# Nowomowa
Nowomowa (ang. newspeak) – sztuczny język obowiązujący w fikcyjnym, totalitarnym państwie Oceania, przedstawionym w powieści Rok 1984 (1949) George’a Orwella. Charakteryzuje się tendencją do eliminacji jak największej liczby „niepotrzebnych” lub niekorzystnie (z punktu widzenia ideologii państwowej) nacechowanych wyrazów przez zastąpienie ich sztucznymi ekwiwalentami, w celu strywializowania języka (ogłupienie ludności) oraz wyeliminowania nieprawomyślności przez takie przekonstruowanie języka, by niemożliwe stało się sformułowanie w myśli czegokolwiek, co godziłoby w panujący reżim – zarówno przez mowę, jak i myśli (tzw. myślozbrodnia).
Pojęcie nowomowy z czasem przekroczyło ramy powieści Orwella i używane jest również jako określenie narzędzia (stylu wypowiedzi, quasi-języka) stosowanego przez władzę w państwach totalitarnych, która posługując się stałym zestawem typowych dla siebie określeń, fałszujących rzeczywistość, ma na celu narzucenie swoim obywatelom określonego systemu wartości.

## Nowomowa w powieści Orwella
W opisanej przez Orwella wizji świata z roku 1984 nowomowa jest urzędowym językiem Oceanii, który władze wprowadzają stopniowo, zastępując nim dotychczasowy język angielski – staromowę. W Aneksie do powieści zostały wyjaśnione cele i mechanizmy tworzenia nowego języka. Głównym zadaniem nowomowy było zawężenie zakresu myślenia obywateli, stworzenie języka zdolnego wyrazić światopogląd zwolenników angsocu oraz uniemożliwiającego myślenie w inny sposób niż narzuca to oficjalna ideologia. Wszystkie zabronione poglądy określono mianem myślozbrodni, eliminując nazwy konkretnych ideologii, sprawiono, że nie sposób było je wyznawać czy choćby o nich dyskutować.
Nowomowa była kształtowana poprzez tworzenie neologizmów (np.: seksozbrodnia, dobromyśl), neosemantyzację lub eliminowanie z języka wyrazów nazywających zjawiska, które są niewygodne dla władzy (np.: wolność, honor, sprawiedliwość, moralność) oraz przez maksymalne zubożenie i uproszczenie języka. Słowa miały być łatwe do wymówienia i zapamiętania, krótkie, dobitne w treści. Łatwość wypowiadania słów miała iść w parze z ograniczeniem wysiłku myślowego podczas formułowania sądów. Taki sam cel miało stałe ograniczanie zasobu słownictwa. Docelowo chciano przekształcić mowę „w strumień dźwięków wydobywający się prosto z krtani, bez żadnego udziału ośrodków wyższych” (tzw. kwakmowę).
Twórcy nowomowy w kolejnych wydaniach Słownika nowomowy dokonali podziału całego obowiązującego słownictwa na trzy kategorie. Zbiór A obejmował słowa niezbędne w codziennym życiu (np.: cios, bieg, pies, drzewo, cukier), które mogły przekazać konkretne praktyczne informacje, ale były bezużyteczne przy próbach formułowania myśli abstrakcyjnych. Zbiór B gromadził pojęcia o zabarwieniu politycznym. Były to wyłącznie wyrazy złożone i skrótowce, które przedstawiały rzeczywistość ustrojową Oceanii (np.: staromyślak, kwakmowa, angsoc). Wiele z nich było eufemizmami, pod którymi skrywały się sensy przeciwstawne do brzmienia słowa (np.: miłbóz – karny obóz pracy, Minipax – Ministerstwo Pokoju, de facto Ministerstwo Wojny). Częstym zabiegiem było także stosowanie skrótów wzorem totalitaryzmów komunistycznych i faszystowskich, przez co tak utworzone neologizmy były oczyszczone z niepotrzebnych (np. historycznych) skojarzeń, eksponowały jedynie aktualne ideologiczne sensy. Istotne dla zbioru B było wartościowanie słów, miały one zawsze pozytywny lub negatywny wydźwięk. Zazwyczaj wartościowanie było przyporządkowane danemu słowu na stałe, ale istniały też takie wyrazy, które zależnie od kontekstu zmieniały swoje nacechowanie. Zbiór C wypełniała terminologia naukowa i techniczna. Znajomość jej była ograniczona do specjalistów z danej dziedziny. Dbano, aby wyeliminować określenia, przy użyciu których można by formułować interdyscyplinarne refleksje lub dyskutować na temat nauki w ogóle, twórcy Słownika ograniczali się więc do konkretnych specjalistycznych określeń i definicji.

## Nowomowa w badaniach językoznawczych
Michał Głowiński określa nowomowę jako quasi-język (z racji, że obejmuje wpływem wszystkie poziomy języka: fonetykę, słownictwo, frazeologię, składnię, konstrukcję wypowiedzi), mówi też o niej jako o specyficznym retorycznym stylu językowym, wywodzącym się z odmiany pisanej, a oddziałującym silnie na inne obszary języka.

### Cechy nowomowy
Jednowartościowość przekazu
Za główną cechę nowomowy Michał Głowiński uznał tendencję do jednoznacznego wartościowania pojęć i zjawisk, prowadzącą do ich polaryzacji. Podział świata na swój – obcy, dobry – zły, postępowy – wsteczny był w nowomowie istotniejszy niż niesione przez słowa sensy. Epitety i porównania, a nawet same przywoływane tematy, mogły być pozbawione znaczeń, gdyż sens nie jest tak istotny jak zawarte w mowie elementy oceny. Język nowomowy z upodobaniem odwoływał się do metaforyki militarnej (figura wroga szczególnie popularna była w czasach stalinizmu i wypadków marcowych). Licznie występujące przymiotniki wprowadzały z góry określony pozytywny lub negatywny sens (np.: przyjacielska wizyta, słuszny kierunek, zapluty karzeł reakcji). Także słowa czy związki frazeologiczne w codziennym języku neutralne, w nowomowie mogły zostać silnie nacechowane emocjonalnie. Tak się stało, gdy propaganda PRL, chcąc zdyskredytować autorów Wielkiej Encyklopedii PWN, używała terminu encyklopedyści z pogardą, a frazeologizm woda na młyn miał w języku nowomowy konotacje jednoznacznie negatywne, choć w codziennej komunikacji nie niesie on żadnego wartościowania. Często spotykaną w nowomowie figurą retoryczną była peryfraza, jej użycie ułatwiało wartościowanie pojęć i petryfikowało używane w ten sposób frazy, np.: PPR – przodujący oddział klasy robotniczej. Często odwoływano się także do hiperboli i eufemizmu (które pozwalały wyolbrzymiać własne sukcesy, umniejszając zasługi wroga). Wśród zabiegów językowych twórców nowomowy można było odnaleźć nawet gry językowe (zwrot KOR stanowi margines społeczny wykorzystuje dwuznaczność rzeczownika margines). Słowa niewygodne lub kłopotliwe były marginalizowane. Jeśli nie dało się zdyskredytować jakiegoś określenia, ograniczano jego użycie. Tak potraktowano słowo wolność, unikano go, lub tam, gdzie to było możliwe, zastępowano określeniem wyzwolenie. Nowomowa posługiwała się chętnie sloganem (ze względu na jego apodyktyczność) i symbolem (np.: w okresie stalinowskim coca-cola i Wall Street odnosiły się wprost do amerykańskiego imperializmu). Wartościowaniu mogła służyć nawet kolejność wyrazów, obowiązującą formułą był zwrot partia i rząd, nigdy nie stosowano szyku odwrotnego.
Rytualność
Język nowomowy był językiem rytualnym, jasno narzucał co, kiedy i w jaki sposób można powiedzieć (najsilniej zrytualizowany był język przemówień okolicznościowych). Występowały w nim po wielokroć powtarzane klisze językowe. Dlatego wyróżnikiem nowomowy jest stabilizowanie języka i zachodzących w nim procesów, które prowadzi do ograniczenia możliwości wyborów językowych. Odbywa się to poprzez dążenie do ograniczenia zasobu słownictwa (eliminację z dyskursu zwrotów niewygodnych zbędnych synonimów), ograniczanie znaczenia wykorzystywanych wyrażeń, petryfikowanie wybranych formuł językowych (np.: przejściowe trudności).
Utylitarność i apodyktyczność
Nowomowa była także utylitarna, podporządkowana potrzebom władzy, dlatego też mogła być arbitralnie kształtowana, zmieniana zależnie od okoliczności (tematy, które funkcjonują w publicznej debacie, mogły zniknąć zastąpione przez inne wątki, tak jak to miało miejsce np. w marcu 1968 roku). Narzucane były nie tylko zagadnienia, ale i słowa oraz zwroty, za pomocą których o nich mówiono.
Magiczność
Istotną cechą nowomowy była jej magiczność. Głoszone formuły nie opisywały rzeczywistości, ale miały charakter życzeniowy, mimo że gramatycznie były to zwykle wypowiedzi twierdzące (np.: młodzież zawsze z partią). Slogany partyjne mówiły o rzeczach pożądanych tak, jak gdyby były one już realne; w ten sposób nowomowa predestynowała do kształtowania świata, który opisywała.

### Stosunek nowomowy do innych odmian języka
Cele nowomowy
Celem nowomowy jest zajęcie jak najszerszych obszarów komunikacji, wyeliminowanie innych stylów językowych oraz uniemożliwienie użytkownikom języka dokonywania językowych wyborów poprzez zubożenie możliwości wyboru wariantów językowych. Nowomowa prowadzi do dewastacji normalnego języka: słowa przez nią przyswojone nabierają specyficznego ograniczonego sensu, tworząc jedynie pozory naturalnej komunikacji. Utrudnia to dyskusję na tematy dla władzy niewygodne oraz budzi u użytkowników nieufność do języka w ogóle.
Techniki nowomowy stosowane wobec innych odmian języka
Jeśli było to możliwe wobec haseł niezgodnych z polityką władzy tworzono kontrformuły. Niekiedy cytowano przeciwnika, wartościując jednak negatywnie jego wypowiedź (np. używając określenia rzekomy lub rzekomo). Często stosowanym chwytem w nowomowie było „zawłaszczanie” słów używanych przez drugą stronę dyskursu poprzez przesunięcia pól semantycznych. Np. słowo demokracja, zostało pozbawione właściwego znaczenia w nazwie Niemieckiej Republiki Demokratycznej. W latach 80. mianem niezależnych i samorządnych mieniły się także związki zawodowe sterowane przez władzę.

### Odmiany nowomowy
Nowomowę można podzielić na trzy odmiany, które wzajemnie na siebie wpływają i uzupełniają się. Wzorcową dla innych typów była nowomowa perswazyjno-propagandowa. Ona też była najbardziej rozpowszechniona. Odmianą pochodną była nowomowa biurokratyczna, która kontynuowała tradycje dawnego stylu kancelaryjnego. Odmiana kiczowo-ludowa pojawiała się w języku gazet oraz ludności, która migrując ze wsi do miast wchodziła w kulturę ogólną i porzucała swój język gwarowy. Nowomowa stawała się dla tych ludzi oznaką awansu społecznego i wzorcem eleganckiego mówienia. Odmiana kiczowo-ludyczna porzucała nacechowanie ideologiczne, rozwijając jednocześnie typowe nacechowanie stylistyczne (peryfrazy, liczne niefunkcjonalne ornamenty językowe).

## Reakcje na nowomowę
Język w swej naturze jest strukturą autonomiczną, kierowane doń postulaty bycia ostoją wartości pozytywnych mają charakter kulturowy. Nowomowa budziła naturalny sprzeciw społeczeństwa.
Wyrażał się on w literaturze i w języku codziennym. Jedną z form jej negacji był język młodzieżowy. Nowomowę określano jako trucie, nawijanie, nadawanie. Funkcjonowały także określenia typu drętwa mowa i mowa-trawa. Nowomowa skłaniała do reakcji parodystycznych. Przykładem może tu być ulotka wydana w drugim obiegu w czasie stanu wojennego, zawierająca tabelę z czterema zbiorami fraz zaczerpniętych z nowomowy. Były one pogrupowane w ten sposób, że łącząc dowolne frazy z kolejnych zbiorów (w sekwencje ABCD ABCD…), można było stworzyć nawet wielogodzinne przemówienie.
Istotną reakcją na nowomowę były także rozwinięte w Polsce w latach 70. badania językoznawcze, które demaskowały jej mechanizmy i ułatwiały użytkownikom języka dawanie oporu mowie propagandy.

## Nowomowa w literaturze polskiej

### Socrealizm
Najpełniejsze realizacje założeń nowomowy w literaturze polskiej można odnaleźć w nurcie socrealistycznym, uchwalonym odgórnie jako obowiązujący na IV zjeździe Związku Literatów Polskich 20–23 stycznia 1949 roku w Szczecinie. Socrealistyczny utwór literacki stawał się jednym z typów wypowiedzi propagandowej, a język nowomowy jego zasadniczym tworzywem.
Utwór socrealistyczny przypominał propagandowy slogan: tak samo zacierał granicę między tym co rzeczywiste a tym co postulowane. W prozie nowomową posługiwali się nie tylko bohaterowie (w tym również wrogowie ludu), ale także narrator, za którym stał sam autor, tworząc w ten sposób świat przedstawiony, w którym wizja rzeczywistości, budowana przez nowomowę, miała status obowiązującej. Język propagandy stawał się metajęzykiem dla pozostałych form wypowiedzi. Choć ze względu na własne ograniczenia i tradycję literacką nie był w stanie całkowicie opanować tekstu, to jednak nasycał go nowomową w znacznym stopniu. Łatwiej było operować nowomową w poezji, gdzie nie trzeba było się martwić o takie elementy zakłócające jej użycie jak fabuła czy konstrukcja bohatera. To właśnie w poezji socrealistycznej można zaobserwować nowomowę w najczystszej formie (słownictwo, frazeologia, retoryka itp.).

### Literatura przeciw nowomowie
Okres odwilży dał możliwość krytycznego odniesienia się do nowomowy w literaturze. Jedni (jak Adam Ważyk w Poemacie dla dorosłych) uciekali się do refutacji i sprowadzali do absurdu socrealistyczne slogany, inni przypuszczali atak na mowę propagandy, stosując parodię i satyrę. Należy tu wspomnieć m.in. tom opowiadań Sławomira Mrożka z 1957 oraz żywo rozwijające się w drugiej połowie lat 50. teatry studenckie. Literatura nie poprzestała na ośmieszaniu poszczególnych elementów nowomowy i przeszła do pełnej krytyki usankcjonowanego stylu mówienia. Nowomowa stała się nie tylko budulcem (jak w socrealizmie), ale również tematem i problemem literatury. Poezja lingwistyczna, aby uwidocznić zabiegi językowe nowomowy, stosowała różnego typu gry językowe (Miron Białoszewski, Zbigniew Bieńkowski, Tymoteusz Karpowicz). Zakwestionowaną nowomową zaczęli interesować się także poeci niezwiązani bezpośrednio z nurtem lingwistycznym (Czarny polonez Kazimierza Wierzyńskiego, twórczość Czesława Miłosza czy Wisławy Szymborskiej), przenosząc dyskurs ze sfery analizy metajęzykowej w sferę moralności, od krytyki języka do krytyki świata. Nasilenie tego zjawiska widać szczególnie wyraźnie wśród poetów Nowej Fali, debiutujących po wydarzeniach marcowych 1968 roku (Ryszard Krynicki, Adam Zagajewski, Julian Kornhauser, Stanisław Barańczak). Demonstrowanie wzorca nowomowy służyło u tych autorów krytyce rzeczywistości społecznej, jaką ona reprezentowała.